# Toshiyuki Daitoku
Toshiyuki Daitoku (jap. 大徳 俊幸, Daitoku Toshiyuki; * 18. April 1948 in der Präfektur Tokio) ist ein japanischer Jazz- und Fusionmusiker (Piano, Keyboard).
Toshiyuki Daitoku arbeitete ab den frühen 1970er-Jahren in der japanischen Musikszene u. a. mit George Ōtsuka, mit dem 1972 erste Aufnahmen entstanden, in den folgenden Jahren mit Isao Suzuki, Furusawa Ryojiro, Kōichi Matsukaze, Seiichi Nakamura, Eri Ohno, Kiyoshi Sugimoto, Hitoshi Okano, Miki Satō, Kimiko Itoh und der Fusionband 3x3 (mit Koichi Yabori, Masatoshi Mizuno, Rikiya Higashihara). Daitoku legte auch eine Reihe von Alben unter eigenem Namen vor wie Snapdragon (1977, mit Ryōjirō Furusawa, Tamio Kawabata), Skifflin’ (1981) und Jam Trip Heavy Metal L-Gaim (Columbia, 1984). Im Bereich des Jazz listet ihn Tom Lord zwischen 1972 und 1994 bei 27 Aufnahmesessions, zuletzt mit Tamami Koyake (Lady’s Blues, 1992) und Takashi Mizuhashi (Waltz for Debby, 1994). Als Studiomusiker arbeitete er auch mit Mikami Kan und Kyoko Koizumi.